# Perth Darts Masters 2017
De Perth Darts Masters 2017 was de vierde, en laatste editie van de Perth Darts Masters. Het toernooi was onderdeel van de World Series of Darts. Het toernooi werd gehouden van 25 tot 27 augustus 2015 in het HBF Stadium, Perth. Michael van Gerwen was de titelverdediger, maar deed aan deze editie niet mee wegens de geboorte van zijn dochter. De Schot Gary Anderson won het toernooi door in de finale met 11-7 Raymond van Barneveld te verslaan.

## Deelnemers
Net als in elk World Series toernooi speelden ook hier 8 PDC Spelers tegen 8 darters uit het land/gebied waar het toernooi ook gehouden wordt. De deelnemers waren:
- Gary Anderson
- Phil Taylor
- Peter Wright
- James Wade
- Daryl Gurney
- Raymond van Barneveld
- Simon Whitlock
- Michael Smith